# Nenetsië
Nenetsische autonome okroeg, Nenetsië (Russisch:Ненецкий автономный округ, Nenetski avtonomny okroeg, Nenets: Ненёцие автономной ӈокрук, Nenjotsije avtonomnoj njokroek) is een autonoom district binnen de oblast Archangelsk in de Russische Federatie.
Het heeft een oppervlakte van 176.700 km² en een bevolking van 41.546 mensen bij de volkstelling van 2002 (dichtheid: 0,24/km²); daarvan leven er 18.000 in de hoofdstad Narjan-Mar. Het gebied dat niet tot Narjan-Mar behoort is bestuurlijk ondergebracht in het gemeentelijke district Zapoljarny. Naast Narjan-Mar (18.611 inwoners in 2002) zijn er nog twee stedelijke plaatsen; Amderma (650 inwoners in 2002) en Iskatelej (6.981 inwoners in 2002).
Het Nenets is evenals het Russisch een officiële taal in het district.